# 稲村松雄
稲村 松雄（いなむら まつお、1905年1月28日 - 1996年11月12日）は、日本の英語教育学者。
東京府八王子に織染工場の子として生まれる。静岡高等学校卒業、1929年東京帝国大学文学部英文科卒業。1931年静岡高等学校教授、1950年静岡大学教授、1952年学習院大学教授、1975年定年、名誉教授。1974年『ランダムハウス英和大辞典』で日本翻訳出版文化賞受賞。

## 著書
- 『アメリカ風物誌 第1』開隆堂出版 1957年
- 『ユニヴァース基礎英単語熟語集』小学館 1960年
- 『現代英米文学作品解説』北星堂書店 1961年
- 『学研中学英語』学習研究社 1962年
- 『中学英語文型の練習 中学指導要領準拠 1年用』評論社 1962年
- 『中学英語文法・文型便覧』評論社 1965年
- 『テーブル式中学英語文法・文型の便覧』評論社 1968年
- 『プランアップ中学1～3年の英語』評論社 1969年
- 『ペンパルのための英文手紙の書き方』評論社 1969年
- 『両親もこれだけは知っておきたい中学生の英語』評論社 1971年
- 『英語トレーニング 中学1～3年』評論社 1972年
- 『中学生の英会話 1-3年』評論社 単元別パターンシステム 1972年
- 『マスタリー高校生の基礎英語』桐原書店 1973年
- 『ジュニア・マスタリー中学生の総合英語』桐原書店 1973年
- 『本格的中学英語の勉強法』評論社 1976年
- 『カード中1～3英会話』評論社 1978年 - 1979年
- 『カード英文手紙の書き方 ペンパルのミニ事典』評論社 1978年
- 『ニュー・プランアップ高校受験中学3年の英語』評論社 1981年
- 『青表紙の奇蹟 ウェブスター大辞典の誕生と歴史』桐原書店 1984年
- 『教科書中心昭和英語教育史 英語教科書はどう変わったか』開隆堂出版 1986年
- 『ジャック・アンド・ベティーから21世紀へ』桐原書店 1993年

### 共編著
- 『エツセイスツ・パスト・アンド・プレゼント』木村秀夫共編 開隆堂書店 1934年
- 『工業日本英語讀本』佐藤吉彦共著 彰文館 1941年
- 『必修語彙の研究 中学校教材の実態調査』鳥居次好共著 開隆堂出版 英語教育叢書 1956年
- 『ユニヴァース英和辞典』梶木隆一共編 小学館 1960年
- 『シニアユニヴァース英和辞典』鳥居次好,梶木隆一共編 小学館 1963年
- 『ユニヴァース和英辞典』梶木隆一共編 小学館 1963年
- 『例解初級英和辞典』編 小学館 1963年
- 『コンパクト英話辞典』編 小学館 1965年
- 『アメリカ掌篇小説選集 英和対照』武田千枝子共編 原書房 1966年
- 『中学英語指導法事典 指導法編』納谷友一、鳥居次好共編 開隆堂出版 1969年
- 『講座・英語教授法 第7巻 語い・連語の指導』編 研究社出版 1970年
- 『講座・英語教授法 第9巻 評価と測定』編 研究社出版 1970年
- 『コンパクト英和辞典』編 集英社 1970年
- 『ダイアモンド高校英和辞典』梶木隆一、鳥居次好共編 小学館 1970年
- 『アメリカ文学への招待』荒井良雄、武田千枝子共編 原書房 1972年
- 『カセットで学ぶ基礎英語 第4-5巻』納谷友一共編著 研究社 1972年 - 1973年
- 『ダイアモンド英和辞典 改訂版』編 小学館 1972年
- 『中学英語指導法事典 題材編』納谷友一、鳥居次好共編 開隆堂出版 1976年
- 『英語科における測定と評価の理論と実践』編著 桐原書店 1977年
- 『ハート・ウォーミングストーリーズ』編著 開隆堂出版 1977年
- 『ダイヤ英和辞典』編 小学館 1978年
- 『フレンド英和辞典』編 小学館 1978年
- 『ダイヤ和英辞典』梶木隆一共編 小学館 1979年
- 『フレンド和英辞典』編 小学館 1979年
- 『フレンド英和・和英辞典』編 小学館 1980年
- 『新選英和辞典』渡辺藤一、荒木一雄共編 小学館 1981年
  - 改題『スピリッツ英和辞典』1987年
- 『シニアフレンド英和辞典』編 小学館 1983年
  - 改題『プライム英和・和英辞典』1996年
- 『ジャンプ英和辞典』編 小学館 1986年

### 翻訳
- ブルース・リー『ケネディの一生 勇気と決断の人』開隆堂出版 1964年
- 『英米名詩集』荒井良雄共編、加藤恭平訳 原書房 1965年
- ジム・ウッドマン『ナスカ気球探検』講談社 1979年